# Coupe du Maroc de football 1968-1969
 (avril 2024).
Si vous disposez d'ouvrages ou d'articles de référence ou si vous connaissez des sites web de qualité traitant du thème abordé ici, merci de compléter l'article en donnant les références utiles à sa vérifiabilité et en les liant à la section « Notes et références ».
Navigation
Édition précédente Édition suivante
La saison 1968-1969 de la Coupe du Trône est la treizième édition de la compétition. 
La Renaissance de Settat remporte la coupe au détriment du Kénitra Athlétic Club sur le score de 2-1 au cours d'une finale jouée dans le Stade d'honneur à Casablanca. La Renaissance de Settat remporte ainsi cette compétition pour la toute première fois de son histoire.

## Déroulement

### Huitièmes de finale
| Équipe 1                  | Équipe 2               | Résultat |
| Renaissance de Settat     | FAR de Rabat           | 3 - 2    |
| TAS de Casablanca         | Union de Sidi Kacem    | 2 - 3    |
| Renaissance de Kénitra    | Raja Club Athletic     | 1 - 2    |
| Nejm Shabab Bidawi        | Chabab Mohammédia      | 0 - 1    |
| Fath Union Sport de Rabat | Racing de Casablanca   | 2 - 1    |
| Kénitra Athlétic Club     | Union Sportive de Taza | 5 - 0    |
| Maghreb de Fès            | Ittihad Safi           | 4 - 1    |
| CODM Meknès               | Mouloudia Club d'Oujda | 0 - 1    |

### Quarts de finale
| Équipe 1              | Équipe 2                  | Résultat |
| Renaissance de Settat | Mouloudia Club d'Oujda    | 1 - 0    |
| Kénitra Athlétic Club | Chabab Mohammédia         | 1 - 0    |
| Maghreb de Fès        | Raja Club Athletic        | 0 - 1    |
| Union de Sidi Kacem   | Fath Union Sport de Rabat | 1 - 2    |

### Demi-finales
| Équipe 1              | Équipe 2                  | Résultat |
| Kénitra Athlétic Club | Fath Union Sport de Rabat | 3 - 0    |
| Renaissance de Settat | Raja Club Athletic        | 1 - 0    |

### Finale
La finale oppose les vainqueurs des demi-finales, la Renaissance de Settat face au Kénitra Athlétic Club, le 13 juillet 1968 au Stade d'honneur à Casablanca.
| Coupe du Trône : Finale 1969 | Renaissance de Settat | 2 - 1 | Kénitra Athlétic Club | Stade d'honneur, Casablanca |                             |
| 13 juillet 1969              |                       |       |                       | Arbitrage : Abdelkrim Ziani | Arbitrage : Abdelkrim Ziani |
| 13 juillet 1969              |                       |       |                       | Arbitrage : Abdelkrim Ziani | Arbitrage : Abdelkrim Ziani |